# Zdzisław Okęcki
Zdzisław Narcyz Okęcki (ur. 29 października 1874 w Miszewku, zm. 11 marca 1940 w Kurowicach) – polski dyplomata, poseł RP w Belgradzie i Tokio.

## Życiorys
Syn właściciela ziemskiego Zdzisława i Wandy z Kleniewskich. Po ukończeniu gimnazjum we Lwowie studiował prawo na uniwersytecie w Innsbrucku, uzyskując stopień naukowy doktora praw. W 1904 roku wstąpił do służby konsularnej Austro-Węgier. Był wicekonsulem w Kurytybie (1905-1908) i Gałaczu (1909-11), konsulem w Craiovej (1912-13) i Kairze (1914).
Od początku 1919 roku w służbie dyplomatycznej II Rzeczypospolitej – od 1 lutego dyrektor Departamentu Polityczno-Dyplomatycznego, po reorganizacji MSZ od 1 października dyrektor Departamentu Dyplomatycznego.
Latem 1919 roku był zaangażowany z ramienia MSZ w sprawy ukraińskie, szczególnie ułożenia stosunków z rządem Ukraińskiej Republiki Ludowej Symona Petlury. 14 marca 1920 roku uczestniczył w rokowaniach polsko-łotewskich w Warszawie w sprawie zawarcia układu politycznego i wojskowego. Jako delegat rządu polskiego i dyrektor Departamentu Dyplomatycznego MSZ wraz z Kazimierzem Stamirowskim spotkali się na linii frontu w rejonie Międzyrzec–Siedlce z członkiem Rewolucyjnej Rady Wojennej 16 armii sowieckiej Malinem i podpisali w nocy z 11 na 12 sierpnia 1920 porozumienie o przyjęciu polskiej delegacji pokojowej przez przedstawicieli Armii Czerwonej na odcinku Siedlce–Warszawa 14 sierpnia 1920 roku (był to początek rokowań, które doprowadziły do zawarcia w październiku 1920 zawieszenia broni w wojnie polsko-bolszewickiej, a następnie ryskiego traktatu pokojowego).
Po kolejnej reorganizacji centrali MSZ w końcu 1920 roku, 22 kwietnia 1921 roku został nominowany na posła nadzwyczajnego i ministra pełnomocnego RP w Królestwie Serbów, Chorwatów i Słoweńców (SHS). Poselstwem w Belgradzie kierował do 1 lutego 1928 roku, kładąc zasługi w zbliżeniu obu państw. Od 1 maja 1928 do 1 kwietnia 1930 roku poseł nadzwyczajny i minister pełnomocny w Tokio.
Po odwołaniu z funkcji przeniesiony został w stan rozporządzalności. Po odejściu ze służby dyplomatycznej zajął się zarządzaniem majątkiem w Kurowicach, gdzie zmarł. Zajmował się opracowaniem swych bogatych zbiorów sztuki japońskiej, chińskiej, indiańskiej, tureckiej, serbskiej, albańskiej, staroegipskiej i fauny brazylijskiej. Na mocy jego testamentu część tych zbiorów znalazła się po II wojnie światowej w zbiorach Muzeum Narodowego w Warszawie i Muzeum Mazowieckiego w Płocku.
Odznaczony m.in. Krzyżem Komandorskim Orderu Polonia Restituta (31 grudnia 1923), jugosłowiańskim Orderem Świętego Sawy I klasy (1925), japońskim Orderem Świętego Skarbu I klasy (1930) i Orderem Korony Rumunii I klasy.
W 1905 roku zawarł małżeństwo z Zofią Skarbek (1878–1963), absolwentką kursów gospodarstwa wiejskiego i mleczarstwa w Holandii, małżeństwo było bezpotomne.